# 阿克苏灌区
阿克苏灌区是中国新疆维吾尔自治区阿克苏地区的一个灌区，其水源为阿克苏河。灌区设计面积93.3万亩，实际面积为58.9万亩，进水闸设计流量为120立方米每秒。